# Lowlands (Trinidad y Tobago)
Lowlands es una localidad de Trinidad y Tobago, que forma parte de la parroquia de St. Patrick.

## Geografía
La localidad abarca parte de la isla de Tobago y limita al norte con Mt. Pleasant y Carnbee-All Field Trace, al sur y este con el océano Atlántico y al oeste con Canaan y Bon Accord.

## Demografía
Datos demográficos de la localidad de Lowlands:
| Gráfica de evolución demográfica de Lowlands entre 2000 y 2011 |
|                                                                |